# 1999 na Alemanha
Esta é uma cronologia dos fatos acontecimentos de ano 1999 na Alemanha.

## Eventos
- 23 de maio: Na eleição presidencial, Johannes Rau é eleito presidente da Alemanha.
- 13 de junho: As eleições parlamentares na União Europeia são realizadas na Alemanha.
- 18 a 20 de junho: A 25ª reunião de cúpula do G8 é realizada em Colônia, no estado de Renânia do Norte-Vestfália.
- 21 de setembro: O primeiro-ministro israelense Ehud Barak visita a Alemanha.[1]
- 30 de setembro: O romancista alemão Günter Grass recebe o Nobel de Literatura.[2]
- 25 de outubro: Inicia a conferência de combate ao aquecimento global com a participação de representeantes de mais de 170 países em Bonn.[3]
- 3 de dezembro: O ciclone Anatol atinge o norte da Alemanha, a Dinamarca e o sudoeste da Suécia.
- 25 a 27 de dezembro: O furacão Lothar atinge o sul da Alemanha, a França e a Suíça.